# Peloribates floridensis
Peloribates floridensis är en kvalsterart som beskrevs av Nevin 1975. Peloribates floridensis ingår i släktet Peloribates och familjen Haplozetidae. Inga underarter finns listade i Catalogue of Life.